# 제식
제식(制式, 영어: close-order drill)은 군대에서 개인 및 부대가 일상생활과 대열을 짓는 훈련이나 열병식 등을 할 때 절도 있고 통일되게 취해야 하는 동작의 규정된 격식 및 방식이다. 
제식훈련의 목적은 지휘자의 명령에 조건반사적인 명령 복종을 습성화시키고, 부대의 행동을 통일하여 단결심과 협동심을 고양해 군인 기본자세를 확립하고, 군인답고 당당하며 의젓한 모습을 갖춤으로써 궁극적으로는 전투력을 향상하는 데 있다.

## 역사
근대 이전에는 제식훈련을 통해 대형을 형성하는 법을 익힘으로써 전투력을 상승시켰다. 팔랑크스로 불리는, 영화 '300'에서 확인할 수 있는 그리스의 밀집대형 역시 강도 높은 제식훈련의 결과물이다. 이후 기사 중심 전투를 벌이던 중세 시대를 지나 머스킷의 발명으로 전열 보병의 개념이 발생하면서 제식훈련의 중요성이 다시 한번 부각되었다.
그러나 각종 화기의 발달과 함께 제1차 세계대전을 필두로 현대전이 시작되면서, 대열을 맞추어 진군하는 군대는 적의 화포와 기관총에 무기력하게 당할 수밖에 없었고 전투의 양상이 산개 후 은폐, 엄폐를 통해 각개전투를 벌이는 양상으로 변화하면서 전술적 의미에서의 제식훈련은 퇴색되었다.
현대의 제식은 불필요하고 비효율적이라고 생각할 수 있지만, 그런데도 예전부터 이어져 온 제식훈련을 그대로 실시하는 것에는 두 가지 이유가 있다. 첫째로는 군인 정신을 함양하고 내적인 군기를 보여주기 위해서이다. 군대는 국가나 지역의 방위 및 전투의 수행을 목적으로 하여 구성된 무장 조직으로, 외부적 위협으로부터 국민을 보호한다. 대한민국을 비롯한 민주주의 국가에서는 문민 통제의 원칙에 따라 민간인이 군의 통수권을 쥔다. 민간인으로서는 군 장병들의 사격술 등 실력을 확인할 방법이 없으므로 그들에게 군인이 자신의 존재 가치를 증명하는 방법은 절도있게 짜인 제식을 통해 엄중한 군기와 언제든 싸울 준비가 되어 있다는 것을 보여주는 것밖에 없다. 둘째로는 다수의 인원을 효율적이고 효과적으로 통제하기 위해서이다. 군에서는 많은 인원이 모이고 이동할 수밖에 없는데, 이러한 과정에서 잘 훈련된 집단은 그렇지 않은 집단에 비해 훨씬 효율적이고 질서 있게 행동하고, 불필요한 에너지 소모와 부상을 방지할 수 있다.

## 대한민국 국군

### 맨손제식
맨손제식은 총기 또는 예도 등의 무기를 휴대하지 않은 상태에서 정지 또는 행진 간에 실시하는 제식이다.

#### 기본동작

##### 차려
차려 자세는 바르게 선 자세로서 군인의 기본 자세이다.

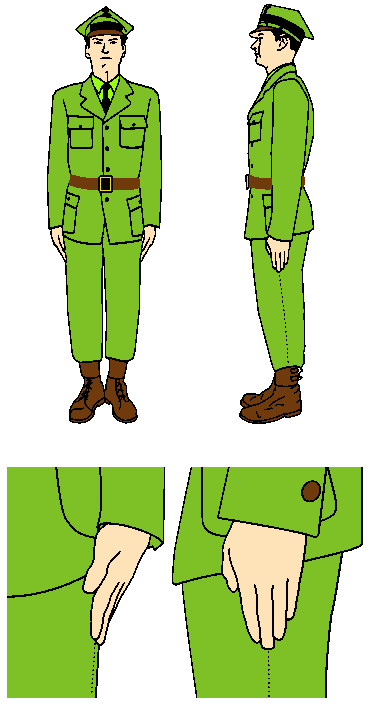
차려 자세

###### 구령
"차려" / "부대(분대, 소대, 중대, …)- 차려"

###### 요령
- 양 발의 뒤꿈치를 동일선상에 두고, 발의 내각은 45˚를 유지한다.
- 양 다리는 곧게 펴고, 양 무릎을 붙인다.
- 가슴은 펴고, 양 어깨는 자연스럽게 내린다.
- 양팔은 곧게 펴서 몸의 측면에 붙이고, 엄지손가락 끝은 하의 표면의 봉합선에 붙인다.
- 몸과 머리는 정면을 향하여 곧게 세우고, 지면과 수직이 되게 한다.
- 입은 다물고 턱은 아래로 살짝 당기며, 머리는 반듯하게 세운다.
- 눈은 눈높이로부터 정면 위로 15˚를 주시하여 크게 뜨고, 눈동자를 움직이지 않는다.

###### 유의사항
- 차려 자세는 부동자세로서 필요한 경우에 한하여 실시하고 장시간 하지 않도록 하며, 차려 자세가 필요 없는 경우에는 '쉬어'또는 '편히 쉬어' 자세로 조정한다.
- 지나친 긴장으로 몸이 경직되지 않도록 한다.
- 대형 안에 있을 경우에 다른 사람과 대화를 할 수 없으나 상급자의 질문 시 간단한 답변은 가능하다.

##### 열중쉬어
열중쉬어 자세는 대형을 갖춘 상태에서 차려자세를 유지할 필요가 없을 때, 피로의 누적을 방지하고 긴장을 완화시키기 위해 실시한다.

###### 구령
"열중- 쉬어"

###### 요령
- 왼발은 왼쪽으로 반듯하게 벌려 양발 뒤꿈치의 내측이 30cm이 되게 한다.
- 다리는 곧게 펴고 체중은 양다리에 균등하게 싣는다.
- 두 손은 자연스럽게 펴서 등 뒤로 하고 왼 손등을 허리띠에 붙이며, 이때 오른 손등을 왼 손바닥 위에 놓고 양쪽 엄지손가락을 교차시킨다.
- 양팔꿈치를 뒤로 하여 등과 평행하게 하며 가슴을 편다.

###### 유의사항
- 열중쉬어 자세는 차려 자세에서만 실시할 수 있다.
- 부동자세로서, 부동자세가 필요 없는 경우에는 '쉬어' 또는 '편히 쉬어' 자세로 조정한다.
- 대형 안에 있을 경우에 다른 사람과 대화를 할 수 없으나 상급자의 질문 시 간단한 답변은 가능하다.

##### 쉬어
쉬어 자세는 대형을 갖춘 상태에서 장시간 대기하거나 휴식을 취할 경우에 실시한다.

###### 구령
"쉬어"

###### 요령
- 열중쉬어의 자세에서 손을 풀어 자연스럽게 내린다.
- 오른발을 고정시키고 왼발과 상체를 가볍게 움직일 수 있으나, 말은 할 수 없다.

###### 유의사항
- 쉬어 자세는 '열중쉬어'자세에서만 실시할 수 있다.
- 대형 안에 있을 경우에 다른 사람과 대화를 할 수 없으나 상급자의 질문 시 간단한 답변은 가능하다.

##### 편히 쉬어
편히 쉬어 자세는 쉬어 자세와 동일하나 대화가 가능하다.

##### 좌향 좌/우향 우
정지 중 좌측이나 우측으로 신속하게 방향을 전환하기 위하여 실시한다.

###### 구령
"좌향 좌/우향 우"

###### 요령
1. 돌고자 하는 방향의 발 뒤꿈치와 반대쪽 발의 앞꿈치를 축으로 하여 90˚ 돌고 몸의 중심은 회전한 방향 다리에 둔다.
2. 뒷발을 최단거리로 앞발에 붙여서 차려자세를 취한다.

##### 뒤로 돌아
정지 중 뒤로 신속하게 방향을 전환하기 위하여 실시한다.

###### 구령
"뒤로- 돌아"

###### 요령
1. 오른발을 지면에 스치듯 직후방으로 빼서 왼발 뒤꿈치로부터 반족장 정도 지점에 위치시킨다.
2. 왼발 뒤꿈치와 오른발 끝을 축으로 하여 오른쪽으로 180˚ 회전시키고 차려 자세를 취한다.

#### 걸음과 행진

##### 바른걸음
바른걸음은 1분에 120보의 보속으로 걷는 걸음으로 평상시에 자연스럽게 하는 일반적 걸음이다.

###### 구령
- 정지 상태에서 : "앞으로- 가"
- 이동 중(큰걸음 및 뜀걸음 중) : "바른걸음으로- 가"

###### 요령
- 양팔은 팔꿈치를 곧게 펴 자연스럽게 앞으로 45˚, 뒤로 15˚ 흔들고 차려자세와 동일하게 주먹을 쥔다.
- 발을 곧게 디디며 팔자걸음을 걸어서는 안 된다.
- 양팔은 옆구리를 스치듯 흔들며 정면에서 보았을 때 몸과 평행을 유지한다.

##### 큰걸음
큰걸음은 행진 및 의식행사 시 실시하는 걸음이다.

###### 구령
"큰걸음으로- 가"

###### 요령
- 양팔은 팔꿈치를 곧게 펴 자연스럽게 앞으로 90˚, 뒤로 30˚ 흔든다.
- 차려자세와 동일하게 주먹을 쥐고, 손등은 위를 향하게 한다.

##### 뜀걸음
신속하게 이동하기 위해서 실시하는 걸음으로 보속은 1분에 180보, 보폭은 90cm 이상으로 하여 걷는다.

###### 구령
"뛰어- 가"

###### 요령
- "뛰어" 예령에 팔을 올리면서 "앗" 등의 구호를 붙이며 몸을 앞으로 기울인다.
- 팔을 흔들지 않은 채 바른걸음을 유지한다.
- "가" 동령에 양팔을 자연스럽게 흔들며 뛴다.